# Gärdslövs socken
Gärdslövs socken i Skåne ingick i Vemmenhögs härad, uppgick 1967 i Trelleborgs stad och området ingår sedan 1971 i Trelleborgs kommun och motsvarar från 2016 Gärdslövs distrikt.
Socknens areal är 27,58 kvadratkilometer varav 27,33 land. År 2000 fanns här 172 invånare. Näsbyholms slott samt kyrkbyn Gärdslöv med sockenkyrkan Gärdslövs kyrka ligger i socknen. 

## Administrativ historik
Socknen har medeltida ursprung. 
Vid kommunreformen 1862 övergick socknens ansvar för de kyrkliga frågorna till Gärdslövs församling och för de borgerliga frågorna bildades Gärdslövs landskommun. Landskommunen uppgick 1952 i Anderslövs landskommun som upplöstes 1967 då denna del uppgick i Trelleborgs stad som ombildades 1971 till Trelleborgs kommun. Församlingen uppgick 2002 i Anderslövs församling.
1 januari 2016 inrättades distriktet Gärdslöv, med samma omfattning som församlingen hade 1999/2000.  
Socknen har tillhört län, fögderier, tingslag och domsagor enligt vad som beskrivs i artikeln Vemmenhögs härad. De indelta soldaterna tillhörde Södra skånska infanteriregementet, Vemmenhögs kompani.

## Geografi
Gärdslövs socken ligger nordost om Trelleborg och väster om Ystad med Näsbyholmssjön i öster. Socknen är en odlad småkuperad slättbygd på Söderslätt med lövskog i väster.

## Fornlämningar
Från stenåldern finns ett tiotal boplatser. 

## Namnet
Namnet skrevs 1412 Gerslöff och kommer från kyrkbyn. Efterleden är löv, 'arvegods'. Förleden innehåller mansnamnet Ger.